# 李若彤
李若彤（英語：Carman Lee Yeuk Tung；1966年8月16日—），原名李惠嫻，香港女演員，主演過《神雕俠侶》、《天龍八部》、《楊門女將》、《M Club》等多部影視作品，其中她在《神雕俠侶》中所飾演的小龍女一角最廣為人知。
李若彤連同米雪（1976年佳視版本《射鵰英雄傳》）、翁美玲（1983年TVB版本《射鵰英雄傳》） 、陳玉蓮（1983年TVB版本《神鵰俠侶》、TVB版本《天龍八部》）、朱茵（1994年TVB版本《射鵰英雄傳》）皆是從影多年來同樣被譽為演活金庸筆下最迷人女主角的藝人。

## 生平履歷
李若彤原名為「李惠嫻」，她自小在香港土生土長。她家有十兄弟姊妹，排行第七，早年曾居住在九龍牛頭角上邨及沙田禾輋邨，因為搬家而轉讀沙田蘇浙公學。她本來於北角蘇浙公學就讀中一，自中一下學期（1981年）起插班入讀沙田蘇浙公學。讀書成績優異的李若彤就讀中六時因自覺不適應預科生活，加上認為自己的讀書方法無法讓她取得好成績，結果選擇放棄學業。於1986年任職於國泰航空公司的一名空中服務員。後來被星探發掘，獲邀拍攝廣告。
李若彤1990年晋身广告业，在電影《浪漫殺手自由人》中客串王祖賢所演角色的同學，曾于1991年為洗髮水公司拍攝了护发品廣告。1992年，她在徐克執導的電影《妖獸都市》當中飾演重要角色。电影拍完她仍繼續當空服員，后来有一次她病得十分厉害，公司不让她休息，只是让她加大药量，結果選擇辞职。1993年，她與杜琪峰簽下經理人合約，拍摄了多部电影，在這些電影中均飾演重要角色，例如她在电影《火燒紅蓮寺》中饰演的豆豆，以及在《飛虎雄心》中饰演的阿May；1994年主演了多部电影，其中在《一个平凡的星期天》中饰演的方依琳和在《青春火花》中饰演的苏柔美都是学生角色。同年，她在電視劇《廉政行動1994》中客串其中一個單元的角色，这是她首次客串电视剧。
1995年1月起，李若彤拍摄了由金庸武俠小說改編成電視劇的《神鵰俠侶》，在劇中飾演的小龍女一角，与古天樂合作。该剧开拍前，监制李添胜曾拿着李若彤的照片找金庸确认，金庸看到李若彤的照片后表示她是心目中的小龙女。该剧播出后，她受到了金庸的赞赏，也凭此剧廣為人知，成功讓整個大中華地區的觀眾認識她。1996年，她参演的电影《大内密探零零发》以及多部电影作品上映。同年她拍摄了电视剧《天龍八部》，在剧中一人分饰王語嫣、王夫人阿萝、神仙姐姐齐御风三个角色，更憑此劇榮獲提名《萬千星輝頒獎典禮1997》最佳剧中女角演绎奖。而她于1997年亦拍摄了电影《十万火急》及其他多部电影，1998年拍摄了惊悚动作片《迎头痛击》，在影片中饰演英勇女警，与尚格云顿合作。
从1999年后期到2000年3月底，李若彤拍摄了时装电视剧《缘来一家人》，这是其首部内地电视剧。2000年，她在上海拍摄了荒诞侦探片电视剧《奇人奇案》，在剧中饰演医学院学生许如侬，这是她首次主演民国时期背景的电视剧；2001年於《杨门女将》中饰演杨八妹，还在电视剧《秋香》中饰演了古灵精怪的个性小姐版秋香。2003年2月，她拍摄了电视剧《归途如虹》，同年10月6日拍摄电视剧《武当》，並在剧中分别饰演沈蓉和雪鹰两个角色，其中沈蓉这一角色的前期造型被一些影迷视为李若彤古装扮相的视觉巅峰。李若彤和焦恩俊被聘为武当山形象大使。2004年，她於电视剧《大宋惊世传奇》中饰演刘妃这一角色，是首次在电视剧中主演反派角色。同年，她在文艺电影《青花》中再次一人分饰三个角色，分别是元代青花、清代青花和现代青花。
从2005年至2012年，李若彤推掉了所有戏，期间拍摄各种广告，出席活动。她没拍戏的这些年期间，仍凭以前的作品获得了提名及奖项：例如2006年，她获得《CCTV首届中国文艺榜》“港台电视剧女演员奖”和“港台电影女演员奖”的提名，并获得“港台电视剧女演员奖”入围奖；再如2009年，她凭2001年主演的《杨门女将》中杨八妹一角获得《中国电视电影百合奖》“电视电影十年·观众最喜爱的系列类电视电影女演员”提名。2008至2010年期間，她先後經歷跟拍拖十年男友分手和父親中風離世，患上抑鬱症；2010年曾被娱乐记者爆出淡出娱乐圈，原因是担任美国《国家地理杂志》摄影师，后经证实只为名字雷同，是假消息。
2013年，李若彤受监制曾志偉邀請拍摄了時裝勵志電視劇《女人俱樂部》，飾演師奶巫小詩一角，連同李麗珍、袁潔瑩、陳慧珊、葉蘊儀、張慧儀及江欣燕合作，在劇中與鄭丹瑞首度合演夫妻，並获得《星和无线电视大奖2014》中“我最爱TVB女主角”“我最爱TVB电视女角色”“我最爱TVB荧幕情侣”（与吴启华）三项奖提名。同年12月，她客串由吴君如监制和主演的贺岁喜剧片《12金鸭》，与客串该片的古天乐二度合作。2015年，她参加了健康资讯节目《活得健康嗎？》录制，同年又客串了电影《蝴蝶公墓》，饰演母亲角色娜塔莎。
2016年，李若彤参與錄製发声书《好声金庸系列-神雕侠侣》，该书主要用于捐给年长者和视障人士，加印的部分于书展上发售，为该书配音的所有人均为义务配音，不收取酬劳。2017年，她于電視劇《鬥破蒼穹》中特別出演，飾演蕭炎的母親古文心，在电视剧《海棠经雨胭脂透》中饰演婆婆冯春言；2018年除了在电视剧《陈情令》中饰演蓝家第三代家主蓝翼，以及在《齊天大聖-火焰山》中客串觀音一角，也参演了电影《神探大战》和《代号·反抗》。2019年，她在電視劇《海棠經雨胭脂透》裡飾演反派朗家太太。

## 演出作品

### 電視劇
| 开拍时间      | 首播时间       | 剧名                             | 角色                               | 地区             |
| ------------- | -------------- | -------------------------------- | ---------------------------------- | ---------------- |
| 1994年        | 1994年         | 廉政行動1994                     | 美寶（Mabel）（客串）              | 香港（無綫電視） |
| 1995年1月     | 1995年7月31日  | 神雕俠侶                         | 小龍女                             | 香港（無綫電視） |
| 1996年        | 1997年7月28日  | 天龍八部                         | 王語嫣、王夫人阿蘿、神仙姐姐齊御風 | 香港（無綫電視） |
| 1999年        | （难以考证）   | 緣來一家人                       | 蔡嘉                               | 中國             |
| 2000年        | （难以考证）   | 奇人奇案                         | 許如儂                             | 中國             |
| 2001年        | （难以考证）   | 楊門女將                         | 楊八妹                             | 中國             |
| 2001年9月15日 | （难以考证）   | 秋香                             | 陸昭容（化名秋香）                 | 中國             |
| 2003年2月     | 2003年9月25日  | 歸途如虹                         | 林嘉儀                             | 中國             |
| 2003年10月6日 | 2004年         | 武當（武当1）                    | 双胞胎姐妹：姐姐沈蓉、妹妹雪鹰     | 中國             |
| 2004年        | （难以考证）   | 大宋驚世傳奇                     | 劉妃                               | 中國             |
| 2013年        | 2014年4月21日  | 女人俱樂部（曾名《舞室保卫战》） | 巫小詩                             | 香港（無綫電視） |
| 2017年        | 2018年9月3日   | 斗破蒼穹                         | 古文心                             | 中國             |
| 2017年2月15日 | 2019年10月24日 | 海棠经雨胭脂透                   | 朗太太                             | 中國             |
| 2018年        | 2019年6月27日  | 陈情令                           | 蓝翼                               | 中國             |
| 2021年        | 2022年         | 且试天下                         | 百里氏                             | 中國             |
| 2024年        | 2024年         | 燦爛的風和海                     | 王婉珍                             | 中國             |
|               | 2024年         | 午后玫瑰(網絡短劇)               | 陈琳                               | 中國             |
| 2024年        | 2025年         | 櫻桃琥珀                         | 卓雅琳                             | 中國             |

### 電影
| 开拍时间   | 首映时间           | 片名                      | 角色                         | 地区                   |
| ---------- | ------------------ | ------------------------- | ---------------------------- | ---------------------- |
| 1990年     | 1990年             | 浪漫殺手自由人            | 王祖贤所演角色的同學         | 香港                   |
| 1992年5月  | 1992年11月20日     | 妖獸都市                  | 紫羅                         | 香港                   |
| 1993年3月  | 1994年             | 火燒紅蓮寺                | 豆豆                         | 香港（在中國内地拍摄） |
| 1993年9月  | 1994年             | 飛虎雄心                  | 阿May                        | 香港                   |
| 1994年     | 1994年             | 青春火花                  | 蘇柔美                       | 香港                   |
| 1994年     | 1994年             | 鬼迷心竅                  | 菲菲                         | 香港                   |
| 1994年     | 1994年             | 一個平凡的星期天          | 方依琳                       | 香港                   |
| 1994年7月  | 1995年5月11日      | 小醉拳                    | 欣宜                         | 香港                   |
| 1994年12月 | 1995年             | 無味神探                  | 阿海的妻子                   | 香港                   |
| 1995年8月  | 1996年4月20日      | 浪漫風暴（你是我的英雄）  | 陳劍華（Gloria Chan）        | 香港                   |
| 1995年     | 因母带损坏未能上映 | 人在西域                  | （难以考证）                 | 香港                   |
| 1995年11月 | 1996年             | 挚爱情缘                  | 劉向晴                       | 香港                   |
| 1995年12月 | 1996年2月6日       | 大內密探零零發            | 琴操                         | 香港                   |
| 1996年     | 1996年8月3日       | 洪興仔之江湖大風暴        | 阿彤                         | 香港                   |
| 1996年     | 1997年             | 戰狼傳說                  | 惠怡                         | 香港                   |
| 1996年     | 1997年             | 十萬火急                  | Annie Chan                   | 香港                   |
| 1997年     | 1997年5月10日      | 兩個只能活一個            | 卡雯                         | 香港                   |
| 1997年     | 1997年             | 一個字頭的誕生            | 黃阿狗女友                   | 香港                   |
| 1997年     | 1997年3月8日       | 最後判決                  | 顾薇                         | 香港                   |
| 1997年     | 1997年11月27日     | G4特工                    | Kelly                        | 香港                   |
| 1998年     | 1998年9月8日       | 迎頭痛擊                  | Ling Ho                      | 香港                   |
| 2004年     | 2005年4月1日       | 青花                      | 元代青花、清代青花、现代青花 | 中國内地               |
| 2014年12月 | 2015年2月19日      | 12金鴨                    | 健身女                       | 香港                   |
| 2015年     | 2017年10月20日     | 蝴蝶公墓                  | 娜塔莎                       | 中國内地               |
| 2018年     | 2019年             | 齊天大聖-火焰山(網絡電影) | 觀音（客串）                 | 中國内地               |
| 2018年     | 2022年             | 神探大戰                  | 黃欣                         | 香港                   |
|            | 2021年7月17日      | 燃野少年的天空            | 老狗的姑姑                   | 中國内地               |

### MTV
- 1994年 《我等到花兒也謝了》，與張學友合作
- 1994年 《我的真心獻給你》，與黎明合作
- 1995年 《戀愛中》，與郭富城合作

### 廣播劇
- 1996年《有沒有見過雪》，與黎明合作

### 綜藝節目
- 2021年《吐槽大會》第五季，第五期主咖

## 音樂作品

### 歌曲
- 1995年 在《星光熠熠耀保良》慈善演出會上與劉德華合唱《相約到永久》

## 外部連結
- 李若彤的Instagram帳戶
- 李若彤的新浪微博
- 李若彤在香港影庫上的簡介
- 李若彤的哔哩哔哩个人空间